# Carlotta de Bevilacqua
Carlotta de Bevilacqua (Milano, 23 giugno 1957) è una designer e imprenditrice italiana, presidente e amministratore delegato di Artemide e presidente di Danese Milano.

## Biografia
Laureata in Architettura al Politecnico di Milano nel 1983, è principalmente nota per la ricerca nel campo del design della luce.
Negli anni '90 inizia a collaborare con Artemide, focalizzando la sua attenzione su prodotti d'illuminazione a LED che coniugano ricerca tecnologica e ridotto impatto ambientale. È Presidente e CEO di Artemide.
Le sue opere sono state selezionate per diverse mostre sul design contemporaneo (Centre Pompidou, Serpentine Gallery), e hanno ricevuto vari riconoscimenti internazionali, come l'IF Product Design Award, il Red Dot Design Award e il Wallpaper Design Award.
Nel 1999 ha acquisito Danese, azienda protagonista del design italiano negli anni 60/70.
Dal 2001 è Docente di Design della luce al Politecnico di Milano.
Dal 2014 al 2018 è stata direttrice della rivista “Lightning Fields”, Editoriale Lotus.
Nel 2020 è stata inserita da Forbes tra le 100 donne italiane di successo più influenti.

## Mostre
- 1999 Triennale di Milano - Mostra: "Essere e Benessere"
- 2005 Centre Pompidou, Parigi - Mostra: “D-Day. Le Design Aujourd'hui"[15]
- 2009 Centre Pompidou, Parigi - Mostra "Elles@centrepompidou - Artistes femmes dans les collections du Musée national d'art moderne"[6]
- 2009 Indianapolis Museum of Art, Mostra "European Design Since 1985: Shaping the New Century"[16]
- 2010 Serpentine Gallery, Londra - Mostra: "Design Real"[7]
- 2010 Biennale St Etienne[17]

## Premi
- 2010 Good Design Award per Tian Xia 500[18]
- 2011 Red Dot Design Award per Algoritmo e Copernico[11]
- 2013 iF Product Design Award, Discipline Product, per Cata[9]
- 2014 Wallpaper Design Award per la Best Transparency per il progetto della lampada Empatia[12]
- 2014 iF Product Design Award, Discipline Product, per Empatia[10]
- 2020 Forbes CEO Award, Top Manager of the Year in Design category[19]

## Pubblicazioni
- Maurizio Rossi con contributi di Carlotta de Bevilacqua, Alberto Seassaro, Design della luce: fondamenti ed esperienze nel progetto della luce per gli esseri umani,  Maggioli, 2008